# Bosc Nacional Chippewa

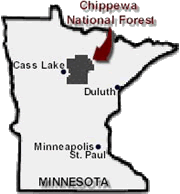
La localització del bosc a Minnesota

El Bosc Nacional Chippewa (Chippewa National Forest) és una àrea protegida que se situa al centre-nord de Minnesota gestionada pel Servei Forestal dels Estats Units. Amb 1.300 llacs i estanys, 1.489 quilòmetres de rius, i 180.000 hectàrees d'aiguamolls, hi ha moltes oportunitats per a la navegació i la pesca en aquest bosc. Hi ha més de 180 parelles reproductores dels pigargs americans, així com populacions del linx canadenc i la grua del Canadà. La seva seu (supervisor's office) se situa a Cass Lake.:144–150 Hi ha districtes de guardaboscos a Blackduck, Deep River i Walker Un parc de bombers per a incendis forestals se situa a Grand Rapids.

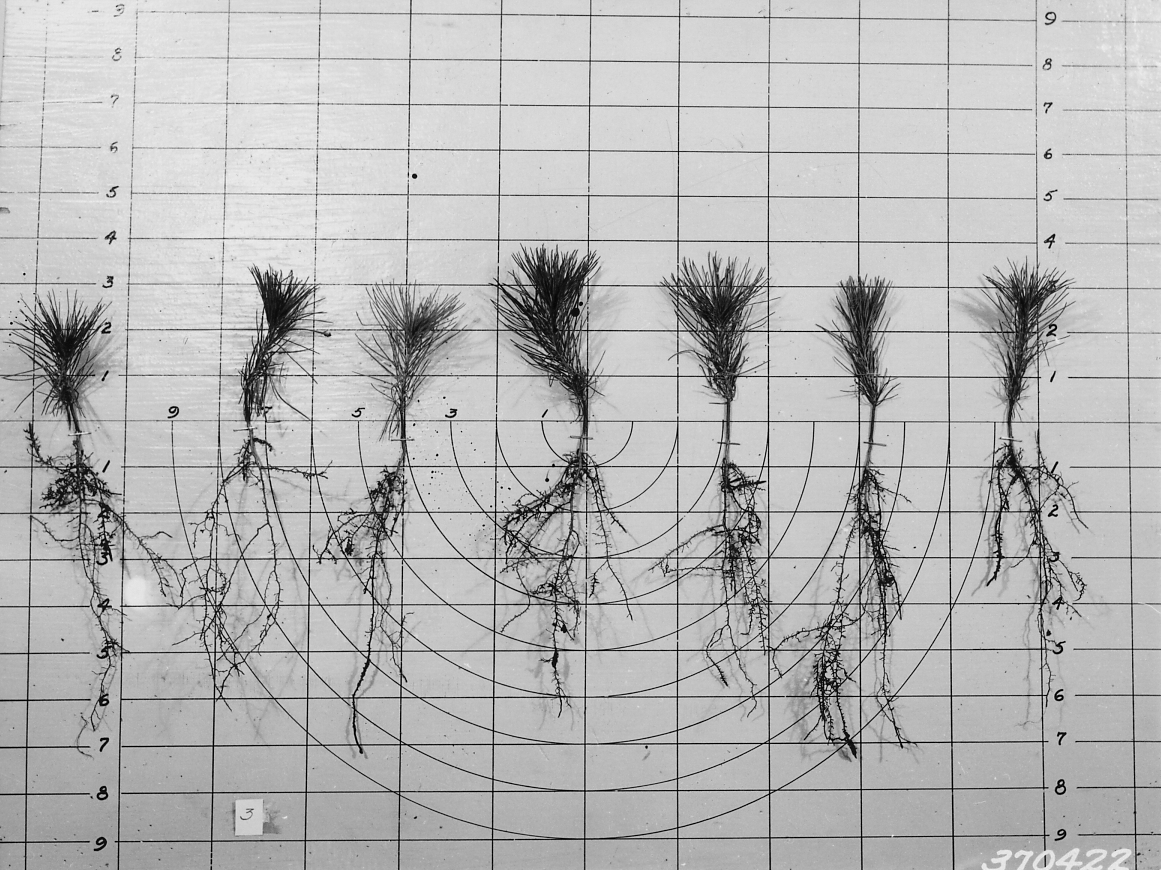
Mostres cultivades en el viver del bosc nacional situat a Cass Lake l'any 1938